# Eduardo Marinho
Eduardo de Mendonça Marinho (Espírito Santo, 26 de dezembro de 1960) é um artista plástico, escritor, ativista social e filósofo brasileiro.

## Biografia
Eduardo de Mendonça Marinho nasceu dia 26 de dezembro de 1960, em Espírito Santo. Seu pai, Aldo Lins Marinho, era oficial do 38.º Batalhão de Infantaria do Exército Brasileiro em Vila Velha e sua mãe, Ilva Furtado de Mendonça Marinho, era dona de casa. Eles tinham um padrão de vida médio, contrastante com a vida humilde que Eduardo conserva desde seus 20 anos de idade.
Aos quatorze anos de idade prestou concurso para o Banco do Brasil e passou. Lá permaneceu nos quadros da empresa por cerca de 10 meses até pedir demissão, já com 15 anos de idade.
Perto de completar 18 anos prestou concurso e passou para a Escola Preparatória de Cadetes do Exército (EsPCEx), permanecendo como militar por cerca de um ano e meio, quando considerou que a "hierarquia e [...] o papel que entrevia das forças armadas, no controle e repressão do povo" eram uma violação à sua consciência de liberdades individuais e coletivas.
Logo após desligar-se da EsPCEx prestou vestibular e ingressou num curso superior de direito, permanecendo em seus estudos por cerca de um ano, até abandonar por considerar que as discussões daquele ambiente estavam desconectadas da realidade. Sua desistência também foi motivada pelas vivências que teve no período com viagens de carona em férias e feriados onde, com pouco dinheiro, dormia ao relento, em postos de gasolina, em casas abandonadas ou em construções, convivendo, geralmente, com pessoas pobres ou moradores de rua, atestando muito da realidade social do país. Chegava a passar dias na Reserva Florestal do Mestre Álvaro, sozinho ou com um ou dois amigos, "esquecendo" a vida cotidiana na atividade mateira. Essas experiências foram cruciais para que decidisse partir para uma vida nas ruas.

## Vida pessoal
Marinho tem cinco filhos, sendo que uma, Brisa do Outono Marinho, nasceu em Vitória (ES), outra, Adhara Marinho, em Salvador (BA), Ravi Marinho, em Belo Horizonte (MG), Emanuel Aguiar e Agatha G. Marinho, em Niterói (Rio de Janeiro).Tem duas irmãs, Ana Lúcia de Mendonça Marinho Barcellos e Eliane Marinho Bailey.

## Trabalhos

### Trabalhos com nanquim e telas
Marinho tem muitas obras de serigrafia e nanquim, que foi por onde iniciou seu percurso como artista, tendo quadros como "Por tão poucos terem tanto é que tantos têm tão pouco", "Observar Absorver", "O Povo", "Poço é Lição" e "Integração dos povos" (as três primeiras têm versões adaptadas sem nanquim). Outras obras incluem "Falhas Próprias", "Bandeira" e "Feminino".

### Documentários virtuais sobre filosofia
Ele é protagonista do documentário "Observar e Absorver", produzido em 2016 e dirigido por Júnior SQL e do documentário Via Celestina, produzido pelo Hare Brasil idealizador do Traficando Informação, que mostra os bastidores das viagens para realização de palestras. Eduardo também possui o blog Observar e Absorver onde compartilha seus pensamentos acerca da sociedade e da vida.
| “ | Eu não carrego verdades, carrego muitas dúvidas, mas tenho cá minhas convicções, e não quero impô-las a ninguém... | ” |